# Mucarribe
Mucarribe (em árabe: مكرب, trans: mukrab) é um título que pode ser definido de várias maneiras como reis-sacerdotes ou unificadores; os mucarribes foram os primeiros governantes dos primeiros Estados da Arábia do Sul. Em algum momento do século IV a.C., o título foi substituído por maleque, normalmente traduzido como rei. 

## Interpretações acadêmicas
Stuart Munro-Hay escreve que o título de mucarribe "indica algo como 'aglutinador', e no sul da Arábia foi assumido pelo governante que atualmente mantinha a primazia sobre um grupo de tribos vinculadas por uma aliança".  Assim, mucarribe pode ser considerado um hegemon da Arábia do Sul, o chefe da confederação dos sha'bs da Arábia do Sul, liderado por reis ('mlk). No 1º milênio a.C., havia geralmente um mucarribe no sul da Arábia, mas muitos reis. 
Joy McCorriston adotou uma visão um pouco diferente: autoridade política inicial (800-400 a.C.) residia com um líder - um mlk, ou rei de sua própria tribo étnica ... apontado como mucarribe de um conselho de líderes tribais. O mucarribe emitia decretos que executavam decisões do conselho e presidiam projetos de construção, caçadas rituais e sacrifícios. Algumas das inscrições mais famosas registram as conquistas militares dos mucarribes, que foram evidentemente bem-sucedidas em confederar grupos tribais através dos ritos de peregrinação (em Jabal al-Lawdh, por exemplo) e depois usar essa coesão social para recrutar forças militares. 